# Алева паприка
Алева паприка је додатак јелима од поврћа и меса, један од омиљених зачина, добија се од црвене паприке, и може бити слатка или љута. Најпознатије врсте паприка за производњу алеве паприке узгајају се у Србији и то у Војводини (Хоргош, Нови Кнежевац) и око Лесковца. Назив овог зачина потиче из турског језика од придева ал(е), што значи румен, јасноцрвен.
Млевена паприка се често прави од врсте Capsicum annuum, која се назива бабура или слатка паприка. Најчешћи култивар који се користи за прављење паприке је парадајз паприка, понекад са додатком оштријих сорти, званих чили паприка и кајенска паприка. У многим језицима, али не и у енглеском, реч паприка такође се односи на биљку и плод од кога се прави зачин.
Паприке које се користе у прављењу млевене паприке потичу из Северне Америке, посебно из Централног Мексика, где се вековима узгајају. Паприке су уведене у Стари свет, када су паприке доспеле до Шпаније и Португалије у 16. веку. Овај зачин се користи за додавање боје многим врстама јела у разним кухињама.
Трговина паприком проширила се с Иберског полуострва на Африку и Азију,‍:8 и ултиматно је досегла Централну Европу преко Балкана, у то време под османском влашћу, што објашњава мађарско порекло енглеског термина. На шпанском је паприка позната као pimentón од 16. века, када је постала типичан састојак у кухињи западне Екстремадуре.‍:5, 73 Упркос свом присуству у средњој Европи од почетка османских освајања, она је постала популарна у Мађарској тек крајем 19. века.

## Порекло
У Европу алева паприка не долази са Оријента, већ из потпуно другог правца, из Португалије, где су је португалски морепловци донели из Мексика.  Особине овог зачина су постале веома цењене, а цена висока. Даља историја туцаних црвених паприка доживљава врхунац уласком у Мађарску. То је било негде у 19. веку када се у тој земљи толико много користила алева паприка у кулинарству, да је почела да се сматра њеном другом земљом порекла. Основни је елемент у мађарској кухињи, са којом се спрема велики број познатих јела, међу којима је и мађарски гулаш.

## Поступак производње
Процес прераде зачинске паприке почиње утврђивањем степена зрелости плодова, тј. најповољнијег момента бербе. После брања и транспорта, плодови се разврставају према боји и величини плода, истресају на бетонске писте и формирају се призме ради дозревања. Далеко бољи резултати постижу се у специјалним складиштима где се паприка распоређује у више слојева, или у специјалним контејнерима од жичаног плетива, што обезбеђује боље проветравање, лак приступ и комплетну контролу. Почетни садржај воде у паприци смањује се са 82-85% на око 20-30%. Дозревање траје 10-40 дана.
Након тога врши се машинско прање и сечење паприке, затим сушење на температури 75-80оC. Време сушења обично износи 3 - 5 часова, што зависи од почетног садржаја влаге у паприци. У сушеној паприци влажност треба да буде око 5%. Дуго време сушења има за последицу лош квалитет производа услед карамелизације и неензиматског потамњивања, реакције шећера и аминокиселина (што резултира променом боје, укуса и мириса осушеног производа), великог губитка витамина C.
После потпуног хлађења и изједначавања влаге, производ се пуни у вреће у којима се, до финализације или продаје, одлаже у складиште.
Операцијом дробљења (на млину чекићару) осушени полупроизвод се уситњава до честица величине 2-3 мм, што је погодно за млевење. Добијена прекрупа се млевењем преводи у готов производ. Пре млевења се, по потреби, додаје извесна количина семена, ако је претходно издвојено, ради обезбеђивања потребне количине уља. Уље из семена даје интензивну боју праху, али и стабилност, због својих природних антиоксиданаса. Самлевени производ се просејава на ситу перфорација 150 - 500 µm и пакује.

### Шпанска паприка
Најчешћа шпанска паприка, пиментон де ла Вера, има изразит димљени укус и арому, јер се суши димљењем, обично користећи храстово дрво. Тренутно, према Савету за регулисање деноминације порекла (Consejo Regulador de la DOP "Pimentón de La Vera"), усев Ла Вера паприке покрива око 1.500 хектара и има годишњу производњу од 4.500.000 kg, сертификовано као Деноминација порекла.
Пиментон де Мурсија је недимљена сорта направљена од бола/њора паприке и традиционално сушена на сунцу или у сушарама.

## Норме квалитета
Млевена зачинска паприка која се ставља у промет мора испуњавати следеће услове:
- карактеристично црвена, црвено-наранџаста или бледоцрвена боја
- укус без љутине, љут или благо љут
- пријатан и карактеристичан мирис
- без страних мириса, укуса, страних материја и дефинисаног броја микроорганизама, квасаца и плесни.[16]

## Нутритивна вредност
Слатка зачинска млевена паприка (100г) има следећу нутритивну вредност: Енергија - 1307kJ (314kcal), укупне масти 9.1г, од којих су засићене масти 1.3г, угљени хидрати 24г, од којих су шећери 17.5г, со 0.05г, беланчевине 16.2г, дијететска влакна 38.4г.

## Користи од алеве паприке
Алева паприка је извор витамина А, B6, C, К, мангана и дијететских влакана. Побољшава циркулацију крви и олакшава њен доток и у удаљеније делове тела. Љута алева паприка има доказане користи при предупређивању канцера, код срчаног удара, као и код чирева и других гастро-интестиналних обољења. Побољшава брже усвајање хране која се конзумира заједно са њом.
Један од најбољих лекова за смањење крварења је алева паприка. Може се применити на отворене ране, или чак узимати орално, да заустави крварење. Крварење из носа, дубоке посекотине, чак и артеријско шикљање ће престати у кратком року.
Алева паприка је добра за срце, природни је лек за висок крвни притисак, регулише пробаву, ублажава псоријатични свраб и бол, помаже у мршављењу, спречава рак, лечи упалу грла и друге инфекције, спречава опадање косе и помаже њен раст.

## Употреба

### Кулинарство
Паприка се користи као састојак бројних јела широм света. Углавном се користи за зачињавање и бојење пиринча, варива и супа, као што је гулаш, и за припрему кобасица као што је шпански чоризо, помешаних са месом и другим зачинима. Арома садржана у уљној смоли паприке ефикасније се истиче загревањем у уљу.

### Каротеноиди
Црвена, наранџаста или жута боја паприке у праху потиче од мешавине каротеноида. Жуто-наранџасте боје паприке потичу првенствено од α-каротена и β-каротена (једињења провитамина А), зеаксантина, лутеина и β-криптоксантина, док црвене боје потичу од капсантина и капсорубина. Једна студија је открила високе концентрације зеаксантина у наранџастој паприци. Иста студија је открила да наранџаста паприка садржи много више лутеина од црвене или жуте паприке.